# GSC1129-928
GSC1129-928 — хімічно пекулярна зоря спектрального класу F, що має видиму зоряну величину в смузі V приблизно  8,8.